# 近畿地方の難読地名一覧
近畿地方の難読地名一覧（きんきちほうのなんどくちめいいちらん）は、近畿地方の難読地名の一覧である。

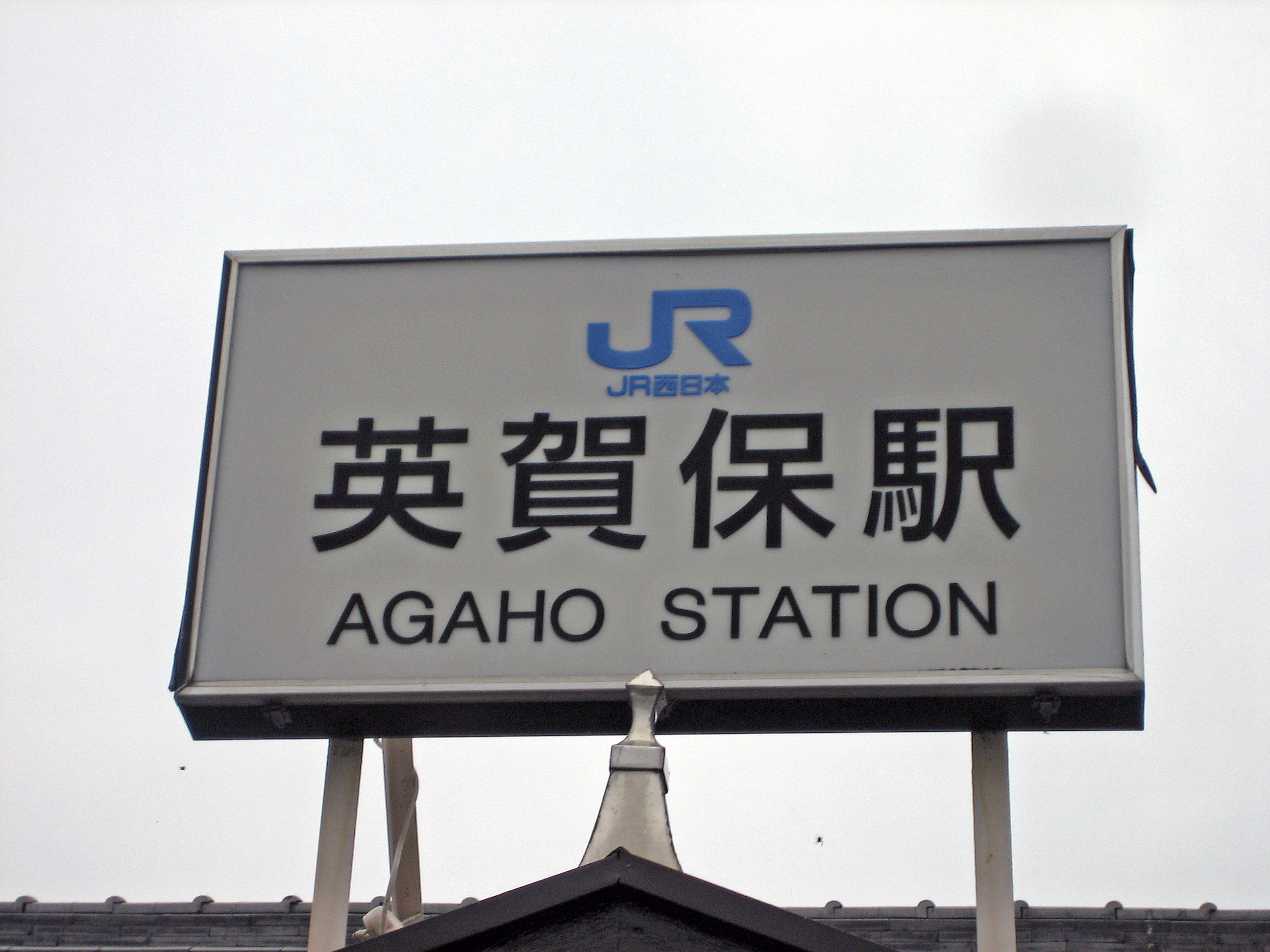
英賀保 - 姫路市

## 三重県
※都道府県コード順及び市町村コード順
| - 家城（いえき） - 津市 - 一身田（通常「いっしんでん」、駅名は「いしんでん」） - 津市 - 井関（いせぎ） ‐ 津市 - 雲林院（うじい） - 津市 - 奥津（おきつ） - 津市 - 粟加（おおか） - 津市 - 大仰（おのき） - 津市 - 雲出（くもず） - 津市 - 村主（すぐり） - 津市 - 新家（にのみ） - 津市 - 波氐（はて） - 津市 - 戸木（へき） - 津市 - 朝明（あさけ） - 四日市市 - 内部（うつべ） - 四日市市 - 釆女（うねめ） - 四日市市 - 志氐（しで） - 四日市市 - 海山道（みやまど） - 四日市市 - 和無田（わんだ） - 四日市市 - 朝熊（あさま） - 伊勢市 - 鹿海（かのみ） - 伊勢市 - 神社港（かみやしろこう） - 伊勢市 - 城田（きだ） - 伊勢市 - 佐八（そうち） - 伊勢市 - 高向（たかぶく） - 伊勢市 - 東大淀（ひがしおいず） - 伊勢市 - 宮後（みやじり） - 伊勢市 - 揥水（ていすい） - 松阪市 - 深長町（ふこさちょう） - 松阪市 - 駅部田町（まえのへたちょう） - 松阪市 - 御麻生薗（みおぞの） - 松阪市 - 稲生（いのう） - 鈴鹿市 - 河曲（かわの） - 鈴鹿市 - 徳居町（とくすいちょう） - 鈴鹿市 - 長太（なご） - 鈴鹿市 | - 薦生（こも） - 名張市 - 箕曲（みのわ） - 名張市 - 八幡（やはた、やばた） - 名張市 - 尾鷲（おわせ） - 尾鷲市 - 早田町（はいだちょう） - 尾鷲市 - 能褒野（のぼの） - 亀山市 - 畔蛸（あだこ） - 鳥羽市 - 安楽島（あらしま） - 鳥羽市 - 石鏡（いじか） - 鳥羽市 - 相差（おうさつ） - 鳥羽市 - 国崎（くざき） - 鳥羽市 - 石榑（いしぐれ） - いなべ市 ※国道421号区間内にある同名の峠は、かつて交通の難所として知られた。 - 員弁（いなべ） - いなべ市 - 麻生田（おうだ） - いなべ市 - 安乗（あのり） - 志摩市 - 波切（なきり） - 志摩市 - 阿保（あお） - 伊賀市 - 印代（いじろ） - 伊賀市 - 鸕宮（うのみや） - 伊賀市 - 大滝（おおだい） - 伊賀市 - 神戸（かんべ） - 伊賀市 - 才良（ざいりょう） - 伊賀市 - 枒ノ木（しでのき） - 伊賀市 - 柘植（つげ） - 伊賀市 - 友生（ともの） - 伊賀市 - 枅川（ひじきがわ） - 伊賀市 - 生琉里（ふるさと） - 伊賀市 - 猿野（ましの） - 伊賀市 - 真泥（みどろ） - 伊賀市 - 壬生野（みぶの） - 伊賀市 - 八幡（やはた） - 伊賀市 - 木曽岬（きそさき） - 桑名郡木曽岬町 - 弟国（おおぐに） - 多気郡多気町 - 大淀（おいず、おおよど） - 多気郡明和町 - 椻井原（ひついばら） - 度会郡大紀町 |

## 滋賀県
※都道府県コード順及び市町村コード順
| - 穴太（あのう、あのお） - 大津市 - 石居（いしずえ） - 大津市 - 逢坂(おうさか) - 大津市 - 大萱（おおがや） - 大津市 - 笧田（かがた） - 大津市 - 膳所（ぜぜ） - 大津市 - 大物 (だいもつ) -大津市 - 田上（たなかみ） - 大津市 - 苗鹿（のうか） - 大津市 - 和邇（わに） - 大津市 - 男鬼町（おおりちょう） - 彦根市 - 出路町（でっちちょう） - 彦根市 - 外町（とまち） - 彦根市 - 楡町（にれちょう） - 彦根市 - 沼波（のなみ） - 彦根市 - 葉枝見（はえみ） - 彦根市 - 「稲葉」「日枝」「栗見」の合成地名。 - 法士町（ほうぜちょう） - 彦根市 - 物生山（むしやま、むしゃやま） - 彦根市 - 阿閉（あつじ） - 長浜市 - 檔鳥坂（あっとりざか） - 長浜市 - 大音（おおと） - 長浜市 - 大路町（おちちょう） - 長浜市 - 垣籠町（かいごめちょう） - 長浜市 - 主計（かずえ） - 長浜市 - 口分田（くもで） - 長浜市 - 香花寺町（こうけいじちょう） - 長浜市 - 相撲（すまい） - 長浜市 - 相撲庭（すまいにわ） - 長浜市 - 渡岸寺（どうがんじ） - 長浜市 - 新居町（にのいちょう） - 長浜市 - 文室（ふむろ） - 長浜市 - 保田町（ほうでちょう） - 長浜市 - 祝山（ほりやま） - 長浜市 - 馬上（まけ） - 長浜市 - 䳄鳥谷（めんどりだに） - 長浜市 - 馬渡（もうたり） - 長浜市 - 岩熊（やのくま） - 長浜市 - 山階（やましな） - 長浜市 - 山梨子（やまなし） - 長浜市 - 丁野 （ようの） - 長浜市 - 列見町（れつけちょう） - 長浜市 - 赤尾町（あこうちょう） - 近江八幡市 - 香庄（このしょう） - 近江八幡市 - 下豊浦（しもといら） - 近江八幡市 - 仲屋町（すわいちょう） - 近江八幡市 - 千僧供町（せんぞくちょう） - 近江八幡市 - 鉄炮町（てっぽうちょう） - 近江八幡市 - 西生来町（にしょうらいちょう） - 近江八幡市 - 博労町（ばくろちょう） - 近江八幡市 - 日吉野町（ひよのちょう） - 近江八幡市 - 下物町（おろしもちょう） - 草津市 - 長束町（なつかちょう） - 草津市 - 矢橋町（やばせちょう） - 草津市 - 焔魔堂（えんまどう） - 守山市 - 大曲（おまがり） - 守山市 - 幸津川町（さづかわちょう） - 守山市 - 十二里（じゅんのり） - 守山市 - 浮気町（ふけちょう） - 守山市 - 小坂（おっさか） - 栗東市 - 川辺（かわづら） - 栗東市 - 金勝（こんぜ） - 栗東市 - 綣（へそ） - 栗東市 - 鈎（まがり） - 栗東市 | - 山女原（あけびはら） - 甲賀市 - 鯎川（うぐいがわ） - 甲賀市 - 宇田（うつた） - 甲賀市 - 青土（おおづち） - 甲賀市 - 神（かむら） - 甲賀市 - 嶬峨（ぎか） - 甲賀市 - 貴生川（きぶかわ） - 甲賀市 - 「内貴」「虫生野」「宇川」の合成地名。 - 酒人（さこうど） - 甲賀市 - 信楽（しがらき） - 甲賀市 - 杣中（そまなか） - 甲賀市 - 幸ケ平（はとがひろ） - 甲賀市 - 深川（ふかわ） - 甲賀市 - 柞原（ほそはら） - 甲賀市 - 虫生野（むしょうの） - 甲賀市 - 毛枚（もびら） - 甲賀市 - 安治（あわじ） - 野洲市 - 竹生（たけじょう、たけんじょ） - 野洲市 - 虫生（むしゅう） - 野洲市 - 饗庭（あいば） - 高島市 - 安曇川（あどがわ） - 高島市 - 天増川（あますがわ） - 高島市 - 雲洞谷（うとうだに） - 高島市 - 小入谷（おにゅうだに） - 高島市 - 開田（かいで） - 高島市 - 柏（かせ） - 高島市 - 北仰（きとげ） - 高島市 - 朽木（くつき） - 高島市 - 木津（こうつ） - 高島市 - 酒波（さなみ） - 高島市 - 栃生（とちゅう） - 高島市 - 西万木（にしゆるぎ） - 高島市 - 藺生（ゆう） - 高島市 - 妹（いもと） - 東近江市 - 大清水（おおしゅうず）、清水中（しゅうずなか）、南清水（みなみしゅうず） - 東近江市 - 綺田町（かばたちょう） - 東近江市 - 上南町（かみなちょう） - 東近江市 - 蒲生堂町（かもうどうちょう、かもど） - 東近江市 - 木流（きながせ） - 東近江市 - 五位田町（ごいでちょう） - 東近江市 - 佐生町（さそちょう） - 東近江市 - 尻無町（しなしちょう） - 東近江市 - 蓼畑（たてはた） - 東近江市 - 外町（とのちょう） - 東近江市 - 杠葉尾（ゆずりお） - 東近江市 - 和南町（わなみちょう） - 東近江市 - 梓河内（あんさかわち） - 米原市 - 岩脇（いおぎ） - 米原市 - 河南（かわなみ） - 米原市 - 榑ヶ畑（くれがはた） - 米原市 - 顔戸（ごうど） - 米原市 - 醒井（さめがい） - 米原市 - 春照（すいじょう、すんじょ） - 米原市 - 菅江（すえ） - 米原市 - 夫馬（ぶま） - 米原市 - 小田（やないだ） - 米原市 - 鎌掛（かいがけ） - 蒲生郡日野町 - 三十坪（みそつ） - 蒲生郡日野町 - 薬師（くずし） - 蒲生郡竜王町 - 愛知川（えちがわ） - 愛知郡愛荘町 - 蚊野外（かのとの） - 愛知郡愛荘町 - 香之庄（このしょう） - 愛知郡愛荘町 - 不飲橋（のまずばし） - 愛知郡愛荘町 - 深草（ふこそ） - 愛知郡愛荘町 - 斧磨（よきとぎ） - 愛知郡愛荘町 - 日栄（ひえ） - 犬上郡豊郷町 - 𡚴原（あけんばら） - 犬上郡多賀町 - 大君ヶ畑（おじがはた） - 犬上郡多賀町 - 萱原（かいはら） - 犬上郡多賀町 - 川相（かわない） - 犬上郡多賀町 - 栗栖（くるす） - 犬上郡多賀町 - 仏ケ後（ほとけら） - 犬上郡多賀町 - 桃原（もばら） - 犬上郡多賀町 |

## 京都府
※都道府県コード順及び市町村コード順
| - 不明門通（あけずどおり） - 京都市 ※通り名は複数の区に跨ることもあるため、 区名を省く。以下同。 - 烏丸通（からすまどおり） - 京都市 - 御幸町通（ごこまちどおり） - 京都市 - 深泥池（みどろがいけ） - 京都市北区、左京区 ※現在は市バスのバス停など みぞろがいけと読む場合もある。 - 新ン町（しんちょう） - 京都市上京区 - 上終町（かみはてちょう） - 京都市左京区 - 雲母坂（きららざか） - 京都市左京区 - 糺の森（ただすのもり） - 京都市左京区 - 化野（あだしの） - 京都市右京区 - 太秦（うずまさ） - 京都市右京区 - 生田口（おいたぐち） - 京都市右京区 - 西院（さい） - 京都市右京区 ※現在は京福電気鉄道（嵐電） の駅名を除き、 公的にはさいいんと読む。 - 栂尾（とがのお） - 京都市右京区 - 罧原（ふしはら） - 京都市右京区 - 先斗町（ぽんとちょう） - 京都市中京区 - 壬生（みぶ） - 京都市中京区 - 蹴上（けあげ） - 京都市東山区 - 艮町（うしとらちょう） - 京都市下京区 - 久我（こが） - 京都市伏見区 - 直違橋（すじかいばし） - 京都市伏見区 - 納所（のうそ） - 京都市伏見区 - 羽束師（はづかし） - 京都市伏見区 - 椥辻（なぎつじ） - 京都市山科区 - 御陵（みささぎ） - 京都市山科区 ※京都市西京区にも御陵があるが、 読み方は「ごりょう」である。 - 樫原（かたぎはら） - 京都市西京区 - 石原（いさ） - 福知山市 - 行積（いつもり） - 福知山市 - 鋳物師（いもじ） - 福知山市 - 大油子（おゆご） - 福知山市 - 門垣（かづか） - 福知山市 - 私市（きさいち） - 福知山市 - 篠尾（さそお） - 福知山市 - 額塚（すくもづか） - 福知山市 - 住所大山（すみんじょおおやま） - 福知山市 - 三河（そうご） - 福知山市 - 多保市（とおのいち） - 福知山市 - 土師（はぜ） - 福知山市 ※木津川市にも同一地名があり、 読みも同一である。 - 日置（へき） - 福知山市 - 報恩寺（ほおじ） - 福知山市 - 六十内（むそち） - 福知山市 - 六人部（むとべ） - 福知山市 - 森垣（もりがい） - 福知山市 - 岼（ゆり） - 福知山市 - 朝来（あせく） - 舞鶴市 - 鸕鶿（うの） - 舞鶴市 - 河原（こうら） - 舞鶴市 - 女布（にょう） - 舞鶴市 - 室牛（むろじ） - 舞鶴市 - 私市町（きさいちちょう） - 綾部市 - 旦椋（あさくら） - 宇治市 - 黄檗（おうばく） - 宇治市 - 穴太（あなお） - 亀岡市 - 印地（いじ） - 亀岡市 - 大槻並（おおつくなみ） - 亀岡市 - 小林（おばやし） - 亀岡市 | - 柏原（かせばら） - 亀岡市 - 北金岐（きたかなげ） - 亀岡市 - 神前（こうざき） - 亀岡市 - 小金岐（こかなげ） - 亀岡市 - 小米田（こごめだ） - 亀岡市 - 突抜町（つきぬけちょう） - 亀岡市 - 土田（つった） - 亀岡市 （※「つちだ」とする文献等もある） - 天川（てんが） - 亀岡市 - 土ケ畑（どんがはた） - 亀岡市 - 西竪町（にしたつちょう） - 亀岡市 - 薭田野（ひえだの） - 亀岡市 （「ひえ」はクサカンムリに稗） - 東竪町（ひがしたつちょう） - 亀岡市 - 東本梅（ひがしほんめ） - 亀岡市 - 本梅（ほんめ） - 亀岡市 - 南金岐（みなみかなげ） - 亀岡市 - 宮前（みやざき） - 亀岡市 - 山階（やましな） - 亀岡市 - 笑路（わろうじ） - 亀岡市 - 茶𥓙山（ちゃうすやま） - 城陽市 - 水度坂（みとさか） - 城陽市 - 上津屋（こうづや） - 城陽市・八幡市 - 鶏冠井（かいで） - 向日市 - 向日（むこう） - 向日市 - 物集女（もずめ） - 向日市 - 神足（こうたり） - 長岡京市 - 長田（おさだ） - 八幡市 - 女郎花（おみなえし） - 八幡市 - 指月（しげつ） - 八幡市 - 五十河（いかが） - 京丹後市 - 間人（たいざ） - 京丹後市 - 坳（たわ）- 京丹後市 - 雞塚（ひなづか） - 京丹後市 - 越方（おちかた） - 南丹市 - 音海（おとみ） - 南丹市 - 川溿（かわばた） - 南丹市 - 口人（くちうど） - 南丹市 - 宍人（ししうど） - 南丹市 - 西本梅（にしほんめ） - 南丹市 - 八乙女（はつとめ） - 南丹市 - 武刕口（むしゅうぐち） - 南丹市 - 文字畾地（もじがいち） - 南丹市 - 涌湗（ゆうけ） - 南丹市 - 綺田（かばた） - 木津川市 - 相楽台（さがなかだい） - 木津川市 （「相楽郡」「相楽ニュータウン」等の「相楽」は「そうらく」と読む） - 銭司（ぜず） - 木津川市 - 一口（いもあらい） - 久世郡久御山町 - 巨椋（おぐら） - 久世郡久御山町 - 祝園（ほうその） - 相楽郡精華町 - 安栖里（あせり） - 船井郡京丹波町 - 蒲生（こも） - 船井郡京丹波町 - 質志（しずし） - 船井郡京丹波町 - 須知（しゅうち） - 船井郡京丹波町 - 耳鼻（にび） - 与謝郡伊根町 - 嗎（いななき） - 与謝郡与謝野町 - 加悦（かや） - 与謝郡与謝野町 - 三河内（みごち） - 与謝郡与謝野町 - 与謝（よさ、よざ） - 与謝郡与謝野町 ※郡名はよさ、地名はよざと読む。 - 河梨峠（こうなしとうげ） 京丹後市と兵庫県豊岡市との境 |

## 大阪府
※都道府県コード順及び市町村コード順

### 大阪市
| - 内代町（うちんだいちょう） - 都島区 - 大開（おおひらき） - 福島区 - 夢洲（ゆめしま） - 此花区 - 立売堀（いたちぼり） - 西区 - 靱（うつぼ） - 西区 - 本田（ほんでん） - 西区 - 波除（なみよけ） - 港区 - 泉尾（いずお） - 大正区 - 恩加島（おかじま） - 大正区 - 小橋町（おばせちょう） - 天王寺区 - 伶人町（れいにんちょう） - 天王寺区 - 浪速（なにわ） - 浪速区 - 御幣島（みてじま） - 西淀川区 - 柴島（くにじま） - 東淀川区 - 大桐（だいどう） - 東淀川区 - 大道南（だいどうみなみ） - 東淀川区 - 豊新（ほうしん） - 東淀川区 - 東小橋（ひがしおばせ） - 東成区 - 生野（いくの） - 生野区 - 生江（いくえ） - 旭区 - 新喜多（しぎた） - 城東区、 ※旧大和川河川敷跡に残る広域地名 - 鴫野（しぎの） - 城東区 - 放出（はなてん） - 城東区、鶴見区 - 河堀口（こぼれぐち） - 阿倍野区 - 我孫子（あびこ） - 住吉区、泉大津市 千葉県にも同字同読の地名がある。 - 遠里小野（おりおの） - 住吉区、堺市堺区 - 帝塚山（てづかやま） - 住吉区、阿倍野区 - 千躰（せんたい） - 住吉区 - 長峡町（ながおちょう） - 住吉区 - 楠珺社（なんくんしゃ） - 住吉区 - 依羅（よさみ） - 住吉区 ※漢字で書くことの方が珍しくなってしまった地名の一つ | - 百済（くだら） - 東住吉区 ※駅名とバス停名にとどまる - 杭全（くまた） - 東住吉区 - 住道矢田（すんじやた） - 東住吉区 - 聖天下（しょうてんした） - 西成区 - 天下茶屋（てんがちゃや） - 西成区 - 十三（じゅうそう） - 淀川区 - 新高（にいたか） - 淀川区 - 茨田大宮（まったおおみや） - 鶴見区 ※昔はまんだおおみやと読んだ。 - 安立（あんりゅう） - 住之江区 - 瓜破（うりわり） - 平野区 - 加美鞍作（かみくらつくり）－平野区 - 喜連（きれ） - 平野区 - 天満（てんま） - 北区 - 兎我野町（とがのちょう） - 北区 - 長柄（ながら） - 北区 - 浪花町（なにわちょう） - 北区 - 道修町（どしょうまち） - 中央区 - 丼池（どぶいけ） - 中央区 ※住所としては消滅。通りの名に残る - 馬場町（ばんばちょう） - 中央区 |

### 大阪府下
| - 神南辺町（かんなべちょう） - 堺市堺区 - 北旅籠町（きたはたごちょう） - 堺市堺区 - 南旅篭町（みなみはたごちょう） - 堺市堺区 - 百舌鳥夕雲町（もずせきうんちょう） - 堺市堺区 - 文珠橋通（もんじゅばしどおり） - 堺市堺区 - 毛穴町（けなちょう） - 堺市中区 - 土師町（はぜちょう） - 堺市中区 - 八田寺町（はんだいじちょう） - 堺市中区、西区 - 八田（はんだ） - 堺市中区 - 日置荘（ひきしょう） - 堺市東区 - 家原寺町（えばらじちょう） - 堺市西区 - 神野町（こうのちょう） - 堺市西区 - 逆瀬川（さかせがわ） - 堺市南区 - 栂（とが） - 堺市南区 - 三木閉（みきとじ） - 堺市南区 - 上神谷（にわだに） - 堺市南区（地区の名称） - 大豆塚町（まめづかちょう） - 堺市北区 - 百舌鳥（もず） - 堺市北区 - 余部（あまべ） - 堺市美原区 - 大饗（おわい） - 堺市美原区 - 有真香（あまか、ありまか） - 岸和田市 ※旧泉南郡有真香（あまか）村地域にて現在も使用される名称。 - 包近町（かねちかちょう） - 岸和田市 - 神於町（こうのちょう） - 岸和田市 - 作才町（ざくざいちょう） - 岸和田市 - 積川町（つがわちょう） - 岸和田市 - 塔原町（とのはらちょう） - 岸和田市 - 並松町（なんまつちょう） - 岸和田市 - 土生町（はぶちょう） - 岸和田市 - 箕土路町（みどろちょう） - 岸和田市 - 山直中町（やまだいなかちょう） - 岸和田市 - 行遇町（ゆきあいちょう） - 岸和田市 - 上津島（こうづしま） - 豊中市 - 利倉（とくら） - 豊中市 - 刀根山（とねやま） - 豊中市 - 蛍池（ほたるがいけ） - 豊中市 - 呉服町（くれはちょう） - 池田市 - 神田（こうだ） - 池田市 - 豊島（てしま） - 池田市 正式な地名は「とよしま」だが、小中学校名における呼称が「てしま」のため、地元住民は地名も同様に呼ぶ。事実、豊中市、池田市、箕面市は大部分、昔は「豊島郡」(てしまぐん)に属していた。 - 満寿美町（ますみちょう） - 池田市 - 正雀（しょうじゃく） - 吹田市、摂津市 - 二田町（ふつたちょう） - 泉大津市 - 出灰（いずりは） - 高槻市 - 上牧（かんまき） - 高槻市 - 神内（こうない） - 高槻市 - 西面（さいめ） - 高槻市 - 芝生町（しぼちょう） - 高槻市 - 辻子（ずし） - 高槻市 - 富田（とんだ） - 高槻市 - 土室（はむろ） - 高槻市 - 五百住町（よすみちょう） - 高槻市 - 麻生中（あそなか） - 貝塚市 - 秬谷（きびたに） - 貝塚市 - 神前（こうざき） - 貝塚市 - 近木（こぎ） - 貝塚市 - 清児（せちご） - 貝塚市 - 蕎原（そぶら） - 貝塚市 - 高龗（たかおがみ） - 貝塚市 - 名越（なごせ） - 貝塚市 - 新井（にい） - 貝塚市 - 三ケ山（みけやま） - 貝塚市 - 来迎町（らいこうちょう） - 守口市 - 枚方（ひらかた） - 枚方市 - 大垣内町（おおがいとちょう） - 枚方市 - 楠葉（くずは） - 枚方市（樟葉とも書かれる） 当地は枚方市に吸収される前は、「河内国交野郡楠葉村」「大阪府北河内郡樟葉村」だったことがある。枚方市の行政地名では「楠葉」、京阪電鉄の駅名では「樟葉」が使われるが、どちらも誤りではない。 - 蹉跎（さだ） - 枚方市 - 招提（しょだい） - 枚方市 ※「しょうだい」とも。 - 三栗（めぐり） - 枚方市 - 王仁公園（わにこうえん） - 枚方市 - 安威（あい） - 茨木市 - 粟生岩坂（あおいわさか） - 茨木市 - 泉原（いずはら） - 茨木市 - 道祖本（さいのもと） - 茨木市 - 沢良宜（さわらぎ） - 茨木市 - 宿川原町（しゅくがはらちょう） - 茨木市 - 内瀬（ないじょ） - 茨木市 ※バス停名にのみ残る - 耳原（みのはら） - 茨木市 - 南条 (みなんじょう) - 茨木市 - 曙川（あけがわ） - 八尾市 - 刑部（おさかべ） - 八尾市 - 恩智（おんぢ） - 八尾市 - 垣内（かいち） - 八尾市 - 竹渕（たこち） - 八尾市（現在は「たけふち」と読む） - 弓削（ゆうげ） - 八尾市 - 東弓削（ひがしゆうげ、ひがしゆげ） - 八尾市 （市内に2種類の読み方の地名が存在） - 八尾木（やおぎ、よおぎ） - 八尾市 （市内に2種類の読み方の地名が存在） - 山畑（やまたけ） - 八尾市 | - 嬉（うれし） - 富田林市 - 毛人谷（えびたに） - 富田林市 - 彼方（おちかた） - 富田林市 - 甘南備（かんなび） - 富田林市 - 廿山（つづやま） - 富田林市 - 富田林（とんだばやし） - 富田林市 - 楠風台（なんぷうだい） - 富田林市 - 太秦（うずまさ） - 寝屋川市 - 木屋（こや） - 寝屋川市 - 点野（しめの） - 寝屋川市 - 対馬江（つしまえ） - 寝屋川市 - 秦町（はだちょう） - 寝屋川市 - 初町（はっちょう） - 寝屋川市 - 高向（たこう） - 河内長野市 - 阿保（あお） - 松原市 - 御供田（ごくでん） - 大東市 - 住道（すみのどう） - 大東市 - 太子田（たしでん） - 大東市 - 中垣内（なかがいと） - 大東市 - 深野（ふこの） - 大東市 - 南面利町（なめりちょう） - 和泉市 - 納花町（のうけちょう） - 和泉市 - 伯太町（はかたちょう） - 和泉市 - 粟生（あお） - 箕面市 - 外院（げいん） - 箕面市 - 止々呂美（とどろみ） - 箕面市 - 新稲（にいな） - 箕面市 - 半町（はんじょう） - 箕面市 - 箕面（みのお） - 箕面市 - 雁多尾畑（かりんどおばた） - 柏原市 - 国分東条町（こくぶひがんじょうちょう） - 柏原市 - 大黒（おぐろ） - 羽曳野市 - 郡戸（こおず） - 羽曳野市 - 誉田（こんだ） - 羽曳野市（千葉県千葉市緑区・兵庫県たつの市＝ほんだ） - 薭島（ひえじま） - 門真市 - 安威川南町（あいがわみなみまち） - 摂津市 - 別府（べふ） - 摂津市 - 国府（こう） - 藤井寺市 - 土師ノ里（はじのさと） - 藤井寺市 ※近鉄南大阪線の駅と交差点のみ(交差点名は土師の里)。 - 足代（あじろ） - 東大阪市 - 大蓮（おばつじ） - 東大阪市 ※現在はおおはすと読む。 - 衣摺（きずり） - 東大阪市 - 孔舎衛坂（くさえざか）－東大阪市 ※孔舎衙坂（くさかざか）とも。 - 孔舎衙（くさか）－東大阪市 ※旧中河内郡孔舎衙村。現在も日下町を含む地域名などで使用される。 - 日下町（くさかちょう）－東大阪市 - 新喜多（しぎた） - 東大阪市 - 額田町（ぬかたちょう） - 東大阪市 - 蛇草（はぐさ） - 東大阪市 - 枚岡（ひらおか） - 東大阪市 - 御厨（みくりや） - 東大阪市 - 水走（みずはい） - 東大阪市 - 弥刀（みと） - 東大阪市 - 八戸の里（やえのさと） - 東大阪市 ※現在は近鉄奈良線の駅のみ - 兎田（うさいだ） - 泉南市 - 男里（おのさと） - 泉南市 - 信達大苗代（しんだちおのしろ） - 泉南市 - 信達葛畑（しんだちつずらばた） - 泉南市 - 信達童子畑（しんだちわらづはた） - 泉南市 - 中小路（なこうじ） - 泉南市 - 四條畷（しじょうなわて） - 四條畷市 - 蔀屋（しとみや） - 四條畷市 - 交野（かたの） - 交野市 - 私市（きさいち） - 交野市 - 私部（きさべ） - 交野市 - 郡津（こうづ） - 交野市 - 茱萸木（くみのき） - 大阪狭山市 - 自然田（じねんだ） - 阪南市 - 淡輪（たんのわ） - 阪南市、泉南郡岬町 - 山中渓（やまなかだに） - 阪南市 - 水無瀬（みなせ） - 三島郡島本町 - 豊能（とよの） - 豊能郡豊能町 - 神山（こやま） - 豊能郡能勢町 - 小垣内（おがいと） - 泉南郡熊取町 - 孝子（きょうし） - 泉南郡岬町 - 望海坂（のぞみざか） - 泉南郡岬町 - 深日（ふけ） - 泉南郡岬町 - 磯長（しなが） - 南河内郡太子町 - 青崩（あおげ） - 南河内郡河南町 - 芹生谷（せりゅうたに） - 南河内郡河南町 - 二河原邊（にがらべ） - 南河内郡千早赤阪村 - 吉年（よどし） - 南河内郡千早赤阪村 |

## 兵庫県
※都道府県コード順及び市町村コード順
| - 青木（おおぎ） - 神戸市東灘区 - 敏馬（みぬめ） - 神戸市灘区 ※現在はみるめと読む場合もある。 - 長楽町（ながらちょう） - 神戸市長田区 - 行幸町（みゆきちょう） - 神戸市須磨区 - 宅原（えいばら） - 神戸市北区 - 淡河（おうご）- 神戸市北区 - 小河（おうご） - 神戸市北区、相生市 - 小部（おうぶ） - 神戸市北区 - 大沢（おおぞう） - 神戸市北区 - 唐櫃（からと） - 神戸市北区 - 神影（みかげ） - 神戸市北区 - 熊内町（くもちちょう） - 神戸市中央区 - 再度筋町（ふたたびすじちょう） - 神戸市中央区 - 五百蔵（いおろい） - 神戸市西区 - 木見（こうみ） - 神戸市西区 - 潤和（じゅんな） - 神戸市西区 - 勝成（よしなり） - 神戸市西区 - 英賀（あが） - 姫路市 - 英賀保（あがほ） - 姫路市 - 莇野（あぞの） - 姫路市 - 阿成（あなせ） - 姫路市 - 網干（あぼし） - 姫路市 - 伊伝居（いでい） - 姫路市 - 舂（うすづく） - 姫路市 - 奥垣内（おくがいち） - 姫路市 - 垣内（かいち） - 姫路市 - 国府寺町（こおでらまち） - 姫路市 - 神谷（こだに） - 姫路市 - 神種（このくさ） - 姫路市 - 河間町（こばさまちょう） - 姫路市 - 佐良和（さろお） - 姫路市 - 飾磨（しかま） - 姫路市 - 飾西（しきさい） - 姫路市 - 飾東（しきとう） - 姫路市 - 実法寺（じほうじ） - 姫路市 - 菅生澗（すごうだに） - 姫路市 - 男鹿島（たんがしま） - 姫路市 - 天満（てんま） - 姫路市 - 苫編（とまみ） - 姫路市 - 仁豊野（にぶの） - 姫路市 - 南畝町（のうねんちょう） - 姫路市 - 土師（はぜ） - 姫路市、たつの市 - 坊勢（ぼうぜ） - 姫路市 - 神子岡前（みこおかまえ） - 姫路市 - 皆河（みなご） - 姫路市 - 妻鹿（めが） - 姫路市 - 八家（やか） - 姫路市 - 丁（よろ） - 姫路市 - 夢前（ゆめさき） - 姫路市 - 夢前川（ゆめさきがわ） - 姫路市 - 食満（けま） - 尼崎市 - 昆陽（こや） - 尼崎市、伊丹市 - 大物（だいもつ） - 尼崎市 - 道意（どい） - 尼崎市 ※「どうい」とも読む。 - 若王寺（なこうじ） - 尼崎市 - 難波（なにわ） - 尼崎市 （隣接する大阪市の難波はなんばと読む） （隣接する大阪市のなにわは浪速と書く） - 和坂（かにがさか、わさか） - 明石市 ※別の読み方の地名が隣接している - 船上町（ふなげちょう） - 明石市 - 柏堂（かやんどう） - 西宮市 - 神呪町（かんのうちょう） - 西宮市 - 甑岩（こしきいわ） - 西宮市 - 夙川（しゅくがわ） - 西宮市 - 高座町（たかくらちょう） - 西宮市 - 津門（つと） - 西宮市 - 甲陽園目神山町（こうようえんめがみやまちょう） - 西宮市 - 安乎町（あいがちょう） - 洲本市 - 鮎原（あいはら） - 洲本市 - 鮎屋（あいや） - 洲本市 - 炬口（たけのくち） - 洲本市 - 土生川（はぶかわ） - 洲本市 - 公光町（きんみつちょう） - 芦屋市 - 伊丹（いたみ） - 伊丹市 - 鋳物師（いもじ） - 伊丹市 - 御願塚（ごがづか） - 伊丹市 - 昆陽池（こやいけ） - 伊丹市 - 瑞ケ池（ずがいけ） - 伊丹市 - 千僧（せんぞ） - 伊丹市 - 相生（あいおい） - 相生市 （もともとはおおと読んでいた） - 上石（あげし） - 豊岡市 - 出石（いずし） - 豊岡市 - 稲葉（いなんば） - 豊岡市 - 上山（うやま） - 豊岡市、養父市 - 大篠岡（おおしのか） - 豊岡市 - 大磯（おおぞ） - 豊岡市 - 鬼神谷（おじんだに） - 豊岡市 - 川南谷（かなんだに） - 豊岡市 - 神美台（かみよしだい） - 豊岡市 - 加陽（かや） - 豊岡市 - 木内（きなし） - 豊岡市 - 江野（ごうの） - 豊岡市 - 五荘（ごのしょう） - 豊岡市 - 楽々浦（ささうら） - 豊岡市 - 清冷寺（しょうれんじ） - 豊岡市 - 田結（たい） - 豊岡市 - 戸牧（とべら） - 豊岡市 - 祢布（にょう） - 豊岡市 - 袴狭（はかざ） - 豊岡市 - 八社宮（はさみ） - 豊岡市 - 土渕（ひじうち） - 豊岡市 - 一日市（ひといち） - 豊岡市、美方郡香美町 - 日撫（ひなど） - 豊岡市 - 法花寺（ほっけいじ） - 豊岡市 - 虫生（むしゅう） - 豊岡市、川西市 - 水上（むながい） - 豊岡市 - 百合地（ゆるじ） - 豊岡市 - 榎見（よのみ） - 豊岡市 - 砂部（いさべ） - 加古川市 - 尾上（おのえ） - 加古川市 - 神吉（かんき） - 加古川市 - 旱魃田（かんばつだ）- 加古川市 - 薬栗（くすくり） - 加古川市 - 国包（くにかね） - 加古川市 - 新野辺（しのべ） - 加古川市 - 投松（ねじまつ） - 加古川市 - 別府（べふ） - 加古川市 - 赤穂（あこう） - 赤穂市 - 有年（うね） - 赤穂市 - 唐船槨（からせんうつろ） - 赤穂市 - 木生谷（きゅうのたに） - 赤穂市 - 坂越（さこし） - 赤穂市 - 周世（すせ） - 赤穂市 - 鷆和（てんわ） - 赤穂市 鷏和とも表記する。 - 合山町（あやまちょう）- 西脇市 - 大垣内（おおがち）- 西脇市 - 郷瀬町（ごのせちょう）- 西脇市 - 蒲江（こもえ）- 西脇市 - 比延町（ひえちょう）- 西脇市 - 伊孑志（いそし） - 宝塚市 - 小林（おばやし） - 宝塚市 - 蔵人（くらんど） - 宝塚市 - 香合新田（こうばこしんでん） - 宝塚市 - 逆瀬川（さかせがわ） - 宝塚市 - 雲雀丘（ひばりがおか） - 宝塚市 - 売布（めふ） - 宝塚市 - 安福田（あぶた） - 三木市 - 窟屋（いわや） - 三木市 - 大沢（おおそ）- 三木市 - 貸潮（かしお） - 三木市 - 口吉川町桾原（くちよかわちょうくぬぎはら） - 三木市 - 志染町（しじみちょう） - 三木市 - 這田（ほうだ） - 三木市 - 生石（おおしこ） - 高砂市 - 神爪（かづめ） - 高砂市 - 高砂（たかさご） - 高砂市 - 小戸（おおべ） - 川西市 - 畦野（うねの）- 川西市 | - 粟生（あお） - 小野市 - 来住町（きしちょう） - 小野市 - 榊町（さがきちょう） - 小野市 - 福甸（ふくでん） - 小野市 - 相綛（あいがせ）- 三田市 - 乙原（おちばら） - 三田市 - 木器（こうづき） - 三田市 - 尼寺（にんじ） - 三田市 - 母子（もうし） - 三田市 - 網引町（あびきちょう） - 加西市 - 越水町（うてみちょう） - 加西市 - 大柳町（おやなぎちょう） - 加西市 - 小印南町（こいなみちょう） - 加西市 - 鎮岩町（とこなべちょう） - 加西市 - 別府町（べふちょう） - 加西市 - 満久町（まくちょう） - 加西市 - 馬渡谷町（もおたにちょう） - 加西市 - 両月町（わちちょう） - 加西市 - 網掛（あがけ） - 丹波篠山市 - 追入（おいれ） - 丹波篠山市 - 遠方（おちかた） - 丹波篠山市 - 古森（こうもり） - 丹波篠山市 - 不来坂（このさか） - 丹波篠山市 - 筱見（ささみ） - 丹波篠山市 - 後川（しつかわ） - 丹波篠山市 - 塩岡（しょうか） - 丹波篠山市 - 安口（はだかす） - 丹波篠山市 - 幡路（はだち） - 丹波篠山市 - 火打岩（ひうちわん） - 丹波篠山市 - 風深（ふうか） - 丹波篠山市 - 糯ケ坪（もちがつぼ） - 丹波篠山市 - 休場（やすんば） - 丹波篠山市 - 上箇（あげ） - 養父市 - 岩崎（いわさい） - 養父市 - 鉄屋米地（かなやめいじ） - 養父市 - 国木（くぬぎ） - 養父市 - 左近山（さこやま） - 養父市 - 宿南（しゅくなみ） - 養父市 - 建屋（たきのや） - 養父市 - 外野（との） - 養父市 - 夏梅（なつめ） - 養父市 - 網場（なんば） - 養父市 - 谷間地（はさまじ） - 養父市 - 養父（やぶ） - 養父市 - 八鹿（ようか） - 養父市 - 若杉（わかす） - 養父市 - 挙田（あぐた） - 丹波市 - 朝阪（あさか） - 丹波市 - 石生（いそう） - 丹波市 - 上垣（うえがい） - 丹波市 - 歌道谷（うとうだに） - 丹波市 - 大名草（おなざ） - 丹波市 - 大稗（おびえ） - 丹波市 - 柏原（かいばら） - 丹波市 （大阪府の市名としての柏原はかしわらと読む） （滋賀県米原市の柏原はかしわばらと読む） （京都府亀岡市の柏原はかせばらと読む） - 栢野（かやの） - 丹波市 - 鹿場（かんば） - 丹波市 - 小新屋（こにや） - 丹波市 - 酒梨（さなせ） - 丹波市 - 玉巻（たまき） - 丹波市 - 戸平（とべら） - 丹波市 - 七日市（なぬかいち） - 丹波市、美方郡香美町 - 野上野（のこの） - 丹波市 - 文室（ふむろ） - 丹波市 - 母坪（ほつぼ） - 丹波市 - 三井庄（みのしょう） - 丹波市 - 山垣（やまがい） - 丹波市 - 檪田（いちだ） - 南あわじ市 - 榎列（えなみ） - 南あわじ市 - 掃守（かもり） - 南あわじ市 - 倭文（しとおり） - 南あわじ市 - 鈩（たたら） - 南あわじ市 - 土生（はぶ） - 南あわじ市、美方郡香美町 - 沼島（ぬしま） - 南あわじ市 - 朝来（あさご） - 朝来市 - 一品（いっぽう） - 朝来市 - 内海（うつのみ） - 朝来市 - 大垣（おおかい） - 朝来市 - 越田（おった） - 朝来市 - 口銀谷（くちがなや） - 朝来市 - 久留引（くるぶき） - 朝来市 - 老波（しわなみ） - 朝来市 - 高生田（たこうだ） - 朝来市 - 田路（とうじ） - 朝来市 - 新井（にい） - 朝来市 - 土田（はんだ） - 朝来市 - 柊木（ひいらぎ） - 朝来市 - 枚田（ひらた） - 朝来市 - 法興寺（ほつこうじ） - 朝来市 - 早田（わさだ） - 朝来市 - 土器屋（からきや） - 淡路市 - 塩尾（しお） - 淡路市 - 蟇浦（ひきのうら） - 淡路市 - 五十波（いかば） - 宍粟市 - 生栖（いぎす） - 宍粟市 - 生谷（いぎだに） - 宍粟市 - 百千家満（おちやま） - 宍粟市 - 下河野（けごの） - 宍粟市 - 高所（こうぞ） - 宍粟市 - 小茅野（こがいの） - 宍粟市 - 宍粟（しそう） - 宍粟市 - 須行名（すぎょうめ） - 宍粟市 - 鳥乢（とりがたわ） - 宍粟市 - 土万（ひじま） - 宍粟市 - 觱篥（ひちりき） - 宍粟市 - 七野（ひつの） - 宍粟市 - 深河谷（ふかだに） - 宍粟市 - 能倉（よくら） - 宍粟市 - 多井田（おいだ）- 加東市 - 栄枝（さかえ）- 加東市 - 掎鹿谷（はしかだに）- 加東市 - 莇原（あざわら） - たつの市 - 芝田（こげた） - たつの市 - 善定（ぜんじょ） - たつの市 - 中垣内（なかがいち） - たつの市 - 萩原（はいばら） - たつの市 - 二柏野（ふたつがいの） - たつの市 - 誉田（ほんだ） - たつの市（千葉県千葉市緑区は同じ読み、大阪府羽曳野市は「こんだ」と読む） - 吉島（よしま） - たつの市 - 紫合（ゆうだ） - 川辺郡猪名川町、神戸市西区 - 柏梨田（かしうだ） - 川辺郡猪名川町 - 木間生（こもお） - 川辺郡猪名川町 - 安楽田（あらた） - 多可郡多可町 - 岩座神（いさりがみ） - 多可郡多可町 - 鳥羽（とりま） - 多可郡多可町 - 箸荷（はせがい） - 多可郡多可町 - 間子（まこう） - 多可郡多可町 - 印南（いんなみ） - 加古郡稲美町 - 根宇野（みよの） - 神崎郡市川町 - 近平（ちから） - 神崎郡神河町 - 鵤（いかるが） - 揖保郡太子町 - 佐用岡（さよおか） - 揖保郡太子町 - 大枝（おえだ） - 赤穂郡上郡町 - 落地（おろち） - 赤穂郡上郡町 - 金出地（かなじ） - 赤穂郡上郡町 - 上郡（かみごおり） - 赤穂郡上郡町 - 佐用谷（さよだに） - 赤穂郡上郡町 - 神明寺（じみょうじ） - 赤穂郡上郡町 - 大垣内（おおがいち） - 佐用郡佐用町 - 奥海（おねみ） - 佐用郡佐用町 - 亀ヶ逧（かめがさこ） - 佐用郡佐用町 - 佐用（さよ） - 佐用郡佐用町 （郡名・町名についてはさようと読む） - 徳久（とくさ） - 佐用郡佐用町 - 上計（あげ） - 美方郡香美町 - 池ケ平（いけがなる） - 美方郡香美町 - 耀山（かかやま） - 美方郡香美町 - 柤岡（けびおか） - 美方郡香美町 - 多子（おいご） - 美方郡新温泉町 - 越坂（おっさか） - 美方郡新温泉町 - 辺地（へっち） - 美方郡新温泉町 |

## 奈良県
※都道府県コード順及び市町村コード順
| - 阿字万字町（あぜまめちょう） - 奈良市 - 油阪地方町（あぶらさかじかたちょう） - 奈良市 - 藺生町（いうちょう） - 奈良市 - 荻町（おおぎちょう） - 奈良市 - 邑地町（おおじちょう） - 奈良市 - 押上町（おしあげちょう） - 奈良市 - 大平尾町（おびらおちょう） - 奈良市 - 肘塚町（かいのづかちょう） - 奈良市 - 鵲町（かささぎちょう） - 奈良市 - 杏町（からももちょう） - 奈良市 - 元林院町（がんりいんちょう） - 奈良市 - 京終（きょうばて） - 奈良市 - 沓掛町（くつかけちょう） - 奈良市 - 神殿町（こどのちょう） - 奈良市 - 芝突抜町（しばつきぬけちょう） - 奈良市 - 勝南院町（しょうなみちょう） - 奈良市 - 神功（じんぐう） - 奈良市 - 杉ヶ町（するがまち） - 奈良市 - 誓多林町（せたりんちょう） - 奈良市 - 高天町（たかまちょう） - 奈良市 - 都祁（つげ） - 奈良市 - 椿井町（つばいちょう） - 奈良市 - 内侍原町（なしはらちょう） - 奈良市 - 平城山（ならやま） - 奈良市 （「平城」と書いて「なら」と読ませることがある） - 西包永町（にしかねながちょう） - 奈良市 - 二名（にみょう） - 奈良市 - 丹生町（にゅうちょう） - 奈良市 - 忍辱山町（にんにくせんちょう） - 奈良市 - 東包永町（ひがしかねながちょう） - 奈良市 - 疋田町（ひきだちょう） - 奈良市 - 白毫寺町（びゃくごうじちょう） - 奈良市 - 不審ヶ辻子町（ふしがづしちょう） - 奈良市 - 生琉里町（ふるさとちょう） - 奈良市 - 大豆山町（まめやまちょう） - 奈良市 - 山陵町（みささぎちょう） - 奈良市 - 三碓（みつがらす） - 奈良市 - 三碓町（みつがらすちょう） - 奈良市 - 茗荷町（みょうがちょう） - 奈良市 - 餅飯殿町（もちいどのちょう） - 奈良市 - 鹿野園町（ろくやおんちょう） - 奈良市 - 破石町（わりいしちょう） - 奈良市 - 小明町（こうみょうちょう） - 生駒市 - 曽大根（そおね） - 大和高田市 - 土庫（どんご） - 大和高田市 - 今国府（いまご） - 大和郡山市 - 櫟本（いちのもと） - 天理市 - 嘉幡町（かばたちょう） - 天理市 - 萱生町（かようちょう） - 天理市 - 前栽町（せんざいちょう） - 天理市 - 杣之内町（そまのうちちょう） - 天理市 - 苣原町(ちしゃわらちょう） - 天理市 - 雲梯町（うなてちょう） - 橿原市 - 畝傍（うねび） - 橿原市 - 小房町（おうさちょう） - 橿原市 - 小槻町（おうづくちょう） - 橿原市 - 戒外町（かいげちょう） - 橿原市 - 膳夫町（かしわてちょう） - 橿原市 - 地黄町（じおちょう） - 橿原市 - 上品寺町（じょんぼうじちょう） - 橿原市 （正式な地名は「じょうぼんじ」） - 出垣内町（でがいとちょう） - 橿原市 - 新口町（にのくちちょう） - 橿原市 （同地にある近鉄橿原線の駅は「新ノ口」） - 飯高町（ひだかちょう） - 橿原市 | - 粟殿（おおどの） - 桜井市 - 多武峰（とうのみね） - 桜井市 - 外山（とび） - 桜井市 - 吉隠（よなばり） - 桜井市 - 海石榴市（つばいち）-桜井市 - 賀名生（あのう） - 五條市 - 生子町（おぶすちょう） - 五條市 - 上野町（こうずけちょう） - 五條市 - 飛養曽（ひよそ） - 五條市 - 五百家（いうか） - 御所市 - 今城（いまんじょう） - 御所市 - 御所（ごせ） - 御所市 - 蛇穴（さらぎ） - 御所市 - 奉膳（ぶんぜ） - 御所市 - 忍海（おしみ） - 葛城市 - 新村（しむら） - 葛城市 - 當麻（たいま） - 葛城市 - 薑（はじかみ） - 葛城市 - 南道穗（みなみみつぼ） - 葛城市 - 菟田野（うたの） - 宇陀市 - 榛原（はいばら） - 宇陀市 - 櫟原（いちはら) - 生駒郡平群町 - 信貴山 (しぎさん) -生駒郡平群町 - 下垣内 (しもがいと) - 生駒郡平群町 - 椣原（しではら） - 生駒郡平群町 - 福貴 (ふき) - 生駒郡平群町 - 椹原（ふしはら） - 生駒郡平群町 - 平群（へぐり） - 生駒郡平群町 - 五百井（いおい） - 生駒郡斑鳩町 - 斑鳩（いかるが） - 生駒郡斑鳩町 - 伴堂（ともんど） - 磯城郡三宅町 - 十六面（じゅうろくせん） - 磯城郡田原本町 - 上（かむら） - 高市郡明日香村 - 上居（じょうご） - 高市郡明日香村 - 檜前（ひのくま） - 高市郡明日香村 - 上牧（かんまき） - 北葛城郡上牧町 - 百済（くだら） - 北葛城郡広陵町 - 穴闇（なぐら） - 北葛城郡河合町 - 西穴闇（にしなぐら） - 北葛城郡河合町 - 新子（あたらし） - 吉野郡吉野町 - 佐名伝（さなて） - 吉野郡大淀町 - 新野（にの） - 吉野郡大淀町 - 伃邑（よむら） - 吉野郡下市町 - 洞川（どろがわ） - 吉野郡天川村 - 小橡（ことち） - 吉野郡上北山村 - 井光（いかり） - 吉野郡川上村 - 東川（うのがわ） - 吉野郡川上村 - 上多古（こうだこ） - 吉野郡川上村 - 入之波（しおのは） - 吉野郡川上村 - 武木（たきぎ） - 吉野郡川上村 - 人知（ひとぢ） - 吉野郡川上村 - 小（おむら） - 吉野郡東吉野村 - 木津（こつ） - 吉野郡東吉野村 - 大豆生（まめお） - 吉野郡東吉野村 |

## 和歌山県
※都道府県コード順及び市町村コード順
| - 小豆島（あずしま） - 和歌山市 - 有家（ありえ） - 和歌山市 - 新内（あろち） - 和歌山市 - 有功（いさお） - 和歌山市 - 伊太祈曽、伊太祁曽（いだきそ） - 和歌山市 - 岩橋（いわせ） - 和歌山市 - 井辺（いんべ） - 和歌山市 - 江南（えな） - 和歌山市 - 大垣内（おおがいと） - 和歌山市 - 徒町（かちまち） - 和歌山市 - 梶取（かんどり） - 和歌山市 - 吉礼（きれ） - 和歌山市 - 雑賀崎（さいかざき） - 和歌山市 - 土入（どうにゅう） - 和歌山市 - 永穂（なんご） - 和歌山市 - 西布経丁（にしぬのえちょう） - 和歌山市 - 新留丁（にんとめちょう） - 和歌山市 - 直川（のうがわ） - 和歌山市 - 吐前（はんざき） - 和歌山市 - 東布経丁（ひがしぬのえちょう） - 和歌山市 - 布施屋（ほしや） - 和歌山市 - 六十谷（むそた） - 和歌山市 - 且来（あっそ） - 海南市 - 鰈川（かれがわ） - 海南市 - 扱沢（ぐみざわ） - 海南市 - 重根（しこね） - 海南市 - 冷水（しみず） - 海南市 - 次ケ谷（つげだに） - 海南市 - 船尾（ふのお） - 海南市 - 百垣内（ももがいと） - 海南市 - 応其（おうご） - 橋本市 - 賢堂（かしこど） - 橋本市 - 柏原（かせばら） - 橋本市 - 学文路（かむろ） - 橋本市 - 神野々（このの） - 橋本市 - 胡麻生（ごもう） - 橋本市 - 隅田（すだ） - 橋本市 - 谷奥深（たにおぶか） - 橋本市 - 向副（むかそい） - 橋本市 - 須谷（すがい） - 有田市 - 熊野（いや） - 御坊市 - 財部（たから） - 御坊市 - 熊野（いや） - 田辺市 - 狼𡴭山（おおかみだわさん） - 田辺市 - 神島台（かしまだい） - 田辺市 - 土河屋（つちごや） - 田辺市 - 温川（ぬるみがわ） - 田辺市 - 芳養（はや） - 田辺市 - 芳養松原 （はやまつばら） - 田辺市 - 東伏菟野 （ひがしふどの） - 田辺市 - 兵生（ひょうぜい） - 田辺市 - 伏菟野（ふどの） - 田辺市 - 北郡（ほくそぎ） - 田辺市 - 真砂（まなご） - 田辺市 - 神子浜（みこのはま） ‐ 田辺市 - 文里（もり） - 田辺市 - 田長（たなご） - 新宮市 - 能城山本（のきやまもと） - 新宮市 - 猪垣（いのかけ） - 紀の川市 - 麻生津中（おおづなか） - 紀の川市 - 遠方（おちかた） - 紀の川市 - 勝神（かすかみ） - 紀の川市 - 国主（くにし） - 紀の川市 - 花野（けや） - 紀の川市 - 重行（しげき） - 紀の川市 - 後田（しれだ） - 紀の川市 - 杉原（すいばら） - 紀の川市 - 深田（ふけだ） - 紀の川市 - 赤垣内（あかがいと） - 岩出市 - 上ケ井（あげい） - 海草郡紀美野町 - 初生谷（ういだに） - 海草郡紀美野町 - 動木（とどろき） - 海草郡紀美野町 - 蓑垣内（みのがいと） - 海草郡紀美野町 | - 笠田（かせだ） - 伊都郡かつらぎ町 - 中飯降（なかいぶり） - 伊都郡かつらぎ町 - 平沼田（ひらんた） - 伊都郡かつらぎ町 - 河根（かね） - 伊都郡九度山町 - 唐尾（かろ） - 有田郡広川町 - 河瀬（ごのせ） - 有田郡広川町 - 粟生（あお） - 有田郡有田川町 - 奥（おき） - 有田郡有田川町 - 垣倉（かいぐら） - 有田郡有田川町 - 修理川（すりがわ） - 有田郡有田川町 - 遠井（とい） - 有田郡有田川町 - 伏羊（ぶよう） - 有田郡有田川町 - 蜑取島（あまとりじま） - 日高郡美浜町 - 高家（たいえ） - 日高郡日高町 - 衣奈（えな） - 日高郡由良町 - 吹井（ふけい） - 日高郡由良町 - 印南（いなみ） - 日高郡印南町 - 印南原（いなんばら） - 日高郡印南町 - 上洞（かぼら） - 日高郡印南町 - 田ノ垣内（たのかいと） - 日高郡印南町 - 樮川（ほくそがわ） - 日高郡印南町 - 晩稲（おしね） - 日高郡みなべ町 - 勘解由寺（かんげゆじ） - 日高郡みなべ町 - 気佐藤（きさと） - 日高郡みなべ町 - 埴田（はねた） - 日高郡みなべ町 - 南部（みなべ） - 日高郡みなべ町（旧町名。現在は住所にはない） - 愛川（あたいがわ） - 日高郡日高川町 - 伊藤川（いとごがわ） - 日高郡日高川町 - 小釜本（こかもと） - 日高郡日高川町 - 寒川（そうがわ） - 日高郡日高川町 - 早藤（はいくず） - 日高郡日高川町 - 平川（ひゅうがわ） - 日高郡日高川町 - 三百瀬（みよせ） - 日高郡日高川町 - 牟婁（むろ） - 西牟婁郡、東牟婁郡 - 安居（あご） - 西牟婁郡白浜町 - 安宅（あたぎ） - 西牟婁郡白浜町 - 嵓屋峠（いわやとうげ） - 西牟婁郡白浜町 - 庄川（しゃがわ） - 西牟婁郡白浜町 - 竹垣内（たけがいと） - 西牟婁郡白浜町 - 玉伝（たまで） - 西牟婁郡白浜町 - 十九渕（つづらふち） - 西牟婁郡白浜町 - 日置（ひき） - 西牟婁郡白浜町 - 朝来（あっそ） - 西牟婁郡上富田町 - 柿垣内（かきがいと） - 西牟婁郡すさみ町 - 栗垣内（くりがいと） - 西牟婁郡すさみ町 - 周参見（すさみ） - 西牟婁郡すさみ町 - 防己（つづら） - 西牟婁郡すさみ町 - 見老津（みろづ） - 西牟婁郡すさみ町 - 井鹿（いじし） - 東牟婁郡那智勝浦町 - 狗子ノ川（くじのかわ） - 東牟婁郡那智勝浦町 - 高遠井（こうどい） - 東牟婁郡那智勝浦町 - 粉白（このしろ） - 東牟婁郡那智勝浦町 - 田垣内（たがいと） - 東牟婁郡那智勝浦町 - 直柱（ひたはしら） - 東牟婁郡那智勝浦町 - 八尺鏡野（やたがの） - 東牟婁郡那智勝浦町 - 夏山（なっさ） - 東牟婁郡太地町 - 一雨（いちぶり） - 東牟婁郡古座川町 - 洞尾（うつお） - 東牟婁郡古座川町 - 蔵土（くろづ） - 東牟婁郡古座川町 - 南平（なべら） - 東牟婁郡古座川町 - 直見（ぬくみ） - 東牟婁郡古座川町 - 真砂（まなご） - 東牟婁郡古座川町 - 瀞峡（どろきょう） - 東牟婁郡北山村 - 出雲（いつも） - 東牟婁郡串本町 - 鬮野川（くじのかわ） - 東牟婁郡串本町 - 神野川（このがわ） - 東牟婁郡串本町 - 野𣷓（のうなぎ） - 東牟婁郡串本町 - 吐生（はぶ） - 東牟婁郡串本町 |